# Оденбах (город)
Оденбах (нем. Odenbach) — община в Германии, в земле Рейнланд-Пфальц.
Входит в состав района Кузель. Подчиняется управлению Лаутереккен. Население составляет 882 человека (на 31 декабря 2010 года). Занимает площадь 7,95 км².